# Chaovarat Chanweerakul
Chaovarat Chanweerakul (in thai ชวรัตน์ ชาญวีรกุล; Bangkok, 7 giugno 1936) è un politico thailandese.
Ha svolto il ruolo di primo ministro della Thailandia per un periodo ad interim nel dicembre 2008 caratterizzato da una grave crisi politica.
Laureatosi nel 1966 in economia all'Università Thammasat, trascorse molti anni nel settore pubblico. Entrò nel governo nel 1994 come vice-ministro delle Finanze rimanendo in carica fino al 1997. Nel 2008 è diventato ministro della Sanità Pubblica e poi vice-primo ministro.
Nel dicembre 2008 la Corte costituzionale ha ordinato lo scioglimento del Partito del Potere Popolare e di altri partiti della coalizione. Il primo ministro in carica Somchai Wongsawat venne quindi rimosso e insieme ad altri membri del governo fu inibito a ricoprire cariche politiche. Chanweerakul non era ai tempi tra i dirigente del partito, non fu quindi inibito e divenne primo ministro per alcuni giorni nel dicembre 2008.
Con diversi parlamentari cambiò fazione politica e si unì alla nuova coalizione guidata dal conservatore del Partito Democratico Abhisit Vejjajiva, che divenne primo ministro senza essere stato eletto. Dal dicembre 2008 all'agosto 2011 Chaovarat ha svolto il ruolo di ministro dell'Interno nel governo di Abhisit Vejjajiva.